# Hand Over Your Loved Ones
Hand Over Your Loved Ones är ett musikalbum utgivet 2003 av Wheatus.

## Låtlista[1]
1. "American In Amsterdam" (Brendan B. Brown) – 3:58
2. "The Song That I Wrote When You Dissed Me" (Brown) – 4:04
3. "Anyway" (Brown) – 4:09
4. "Freak On" (Brown) – 4:44
5. "Lemonade" (Brown) – 3:22
6. "The Deck" (Brown) – 2:38
7. "Fair Weather Friend" (Brown) – 3:25
8. "Randall" (Brown) – 4:18
9. "Whole Amoeba" (Brown) – 3:07
10. "Dynomite Satchel Of Pain" (Mike McCabe, Brown) – 14:57 (inklusive två dolda spår:)

"The Song That I Wrote When You Dissed Me (Demo Pt I UK Ed)" (Brown)
"The Song That I Wrote When You Dissed Me (Demo Pt II UK Ed)" (Brown)